# Life at These Speeds
Life at these speeds war eine Emocore-Band aus Portland, Oregon / USA.

## Geschichte
Anfang des neuen Jahrtausends wird die Band im US-amerikanischen Bundesstaat Oregon an der Westküste gegründet. 2004 erscheint mit dem gleichnamigen Album und einem Split gleich zwei Veröffentlichungen der Band.
Zwei Splits, der eine mit Sinaloa, der andere mit Science of Yabra, werden 2005 veröffentlicht. Ein Jahr später folgt das Album To Your Health.
2007 war die Band auf Europa-Tour und unter anderem in vielen deutschen, französischen und niederländischen Städten. Nach der Tour löste sich die Band faktisch auf.

## Stil
Die Band spielt Mid-Tempo-D.C. Hardcore Emo. Zwischen ruhigeren Parts bzw. Liedern und schrammlig-harten Gitarrenwänden und geschrienem Gesang wechselt die Musik der Band. Teilweise etwas chaotisch wirkende Songstrukturen mit gesprochenen, anklagenden und verspielten Teilen und aggressiveren, wütenden Ausbrüchen prägen das musikalische Bild.
Bei Punknews.org beschreibt ein Autor den Sound der Band wie folgt:

“It bleeds the same blood as older punk rock and early (real) emo acts. There's as much honest Washington, D.C. sound on this as there is emo (back when emo was good and pure) influence.”

Die Band wird oft mit Emobands wie Shotmaker, Rites of Spring oder Drive Like Jehu verglichen.

## Diskografie

### EPs/Splits
- Split “ice, thanks” mit End on End, 7″ (2004), Coldbringer Records / Innerturmoil
- Split mit Science of Yabra, LP(2005, Grey Sky Records / Accident Prone)
- Split "landfilled" mit Sinaloa, 7" (2005, Waking Records)
- Split mit Thank God, 7″ (2006, Exotic Fever/Tick Tock)

### Alben
- self-titled, CD/LP (2004, Grey Sky / Perpetual Motion Machine / Owsla und Leval Plane)
- To Your Health, CD (2006, Level Plane Records)